# كأس ساموا المستقلة 2010
كأس ساموا المستقلة 2010 هو موسم من كأس ساموا المستقلة. فاز فيه Vailima Kiwi FC ‏.